# Altingia tenuifolia
Altingia tenuifolia ist eine immergrüne Laubbaumart aus der kleinen Familie der Altingiaceae innerhalb der Ordnung der Steinbrechartigen (Saxifragales). Sie kommt in Südchina vor.

## Beschreibung

### Vegetative Merkmale
Der immergrüne Baum erreicht eine Höhe von 6–10 m. Die jungen Zweige sind zuerst behaart und verkahlen später. Sie sind spärlich mit Lentizellen besetzt. Die eiförmigen, mit Schuppen bedeckten Knospen sind glänzend. Die schraubig angeordneten Laubblätter besitzen einen schlanken, 1,5–2 cm langen, kahlen Stiel. Die kleinen Nebenblätter sind hinfällig und hinterlassen kleine Narben. Die einfache und ungeteilte, fiedernervige Blattspreite ist eiförmig und hat eine Länge von 6,5–8 cm und eine Breite von 3,5–5 cm. Sie besitzt einen abgerundeten bis fast herzförmigen Grund und ist vorne bis zu 1 cm lang zugespitzt. Die dünn ledrige Spreite ist zweifarbig und kahl. Sie weist 5–6 Paare von Seitennerven auf, die beiderseits etwas vorspringen. Der Spreitenrand ist gekerbt-gesägt.

### Generative Merkmale
Über den Bau der Blütenstände und Blüten ist nichts bekannt.
Die Fruchtstände stehen einzeln und sind etwa 1 cm lang gestielt. Sie sind ca. 1,5 cm breit und verkehrt kegelförmig mit keiliger Basis. Sie bestehen aus fünf oder sechs Kapseln. Die einzelnen Früchte sind holzige, zweifächerige Kapselfrüchte, die sich fachspaltig mit zwei zweiteiligen Klappen öffnen. Die Zähne der Staminodien sind schuppenförmig. Die Griffel sind im Fruchtzustand nicht mehr vorhanden. Die Samen sind braun. Die Samenschale ist dick und hart. Es ist nur wenig Endosperm vorhanden.
Altingia tenuifolia blüht in den Monaten April bis Juni und fruchtet von Juli bis Oktober.

## Verbreitung und Lebensraum
Altingia tenuifolia ist bisher nur aus Guizhou und dem Süden von Jiangxi in Südchina bekannt.
Die Baumart wächst in Wäldern in etwa 1000 m Seehöhe.

## Taxonomie
Die Art wurde erst 1973 durch den chinesischen Botaniker Chang Hung-Ta beschrieben. Der Typusfundort liegt im Kreis Dushan in der Provinz Guizhou. Altingia tenuifolia wird von manchen Autoren als Synonym von Altingia gracilipes betrachtet, mit der sie im Bau der Fruchtstände übereinstimmt. Nach R. Govaerts ist die Art aber ein Synonym von Altingia siamensis und ist daher besser als Liquidambar siamensis (Craib) Ickert-Bond & J.Wen zur Gattung Liquidambar zu stellen.

## Etymologie
Das Artepitheton tenuifolia (lat. dünnblättrig) leitet sich von lat. tenuis (dünn) und lat. -folius (-blättrig) ab. Die Gattung Altingia ist zu Ehren von Willem Arnold Alting (1724–1800) benannt, dem Generalgouverneur von Niederländisch-Indien zur Zeit, als der Erstbeschreiber Francisco Noroña Java besuchte.